# Så det bara ryker
Så det bara ryker eller så det bara ryker om det, är ett svenskt idiomatiskt uttryck som använts för att betona en viss handling eller yttrande i omåttlig form. Denna typ av talesätt har förekommit mycket i filmer över åren. 

## Historia
Den tidigaste användningen av uttrycket figurerar i boken Utlandssvenskarna publicerad 1964. 
Uttrycket "Så det bara smäller" kan också användas i samma stil. Det infann sig första gången i en nyhetsartikel år 1999.